# Capi di Stato e di governo nel 1958
Questa è la lista dei Capi di Stato e di governo nel 1958.

## Africa
- Egitto (dal 1º febbraio 1958 forma, insieme alla Siria, la Repubblica Araba Unita)
  - Presidente: Gamal Abd el-Nasser (1954-1962)
  - Primo ministro: Gamal Abd el-Nasser (1954-1962)
- Etiopia
  - Imperatore: Haile Selassie I (1941-1974)
  - Primo ministro: Abebe Aregai (1957-1960)
- Ghana
  - Regina: Elisabetta II (1957-1960)
  - Governatore generale: William Hare (1957-1960)
  - Primo ministro: Kwame Nkrumah (1952-1960)
- Guinea (indipendente dal 2 ottobre 1958)
  - Presidente: Ahmed Sékou Touré (1958-1984)
- Liberia
  - Presidente: William Tubman (1944-1971)
- Libia
  - Re: Idris (1951-1969)
  - Primo ministro: Abdul Magid Kubar (1957-1960)
- Marocco
  - Sultano: Muhammad V (1955-1961)
  - Primo ministro:

  1. Mbarek Bekkay (1955-1958)
  2. Ahmed Balafrej (1958)
  3. Abdallah Ibrahim (1958-1960)
- Repubblica Araba Unita (nata il 1º febbraio 1958 dall'unione tra Egitto e Siria)
  - Presidente: Gamal Abd el-Nasser (1958-1961)
  - Primo ministro: Gamal Abd el-Nasser (1958-1961)
- Sudafrica
  - Regina: Elisabetta II (1952-1961)
  - Governatore generale: Ernest Jansen (1951-1959)
  - Primo ministro:

  1. Johannes Gerhardus Strijdom (1954-1958)
  2. Charles Robberts Swart (1958) ad interim
  3. Hendrik Frensch Verwoerd (1958-1966)
- Sudan
  - Capo di Stato:

  1. Consiglio Sovrano (1956-1958)
  2. Ibrahim 'Abbud (1958-1964)

  - Primo ministro:

  1. Abdallah Khalil (1956-1958)
  2. Ibrahim 'Abbud (1958-1964)
- Tunisia
  - Presidente: Habib Bourguiba (1957-1987)

## America
- Argentina
  - Presidente:

  1. Pedro Eugenio Aramburu (1955-1958)
  2. Arturo Frondizi (1958-1962)

Bolivia
- - Presidente: Hernán Siles Zuazo (1956-1960)
- Brasile
  - Presidente: Juscelino Kubitschek de Oliveira (1956-1961)
- Canada
  - Regina: Elisabetta II (1952-2022)
  - Governatore generale del Canada: Vincent Massey (1952-1959)
  - Primo ministro: John Diefenbaker (1957-1963)
- Cile
  - Presidente:

  1. Carlos Ibáñez del Campo (1952-1958)
  2. Jorge Alessandri Rodríguez (1958-1964)
- Colombia
  - Presidente:

  1. Gabriel París Gordillo (1957-1958)
  2. Alberto Lleras Camargo (1958-1962)
- Costa Rica
  - Presidente:

  1. José Figueres Ferrer (1953-1958)
  2. Mario Echandi Jiménez (1958-1962)
- Cuba
  - Presidente: Fulgencio Batista (1952-1959)
  - Primo ministro:

  1. Andrés Rivero Agüero (1957-1958)
  2. Emilio Núñez Portuondo (1958)
  3. Gonzalo Güell (1958-1959)
- Repubblica Dominicana
  - Presidente: Héctor Trujillo (1952-1960)
- Ecuador
  - Presidente: Camilo Ponce Enríquez (1956-1960)
- El Salvador
  - Presidente: José María Lemus (1956-1960)
- Guatemala
  - Presidente:

  1. Guillermo Flores Avendaño (1957-1958)
  2. Miguel Ydígoras Fuentes (1958-1963)
- Haiti
  - Presidente: François Duvalier (1957–1971)
- Honduras
  - Presidente: Ramón Villeda Morales (1957-1963)
- Messico
  - Presidente:

  1. Adolfo Ruiz Cortines (1952-1958)
  2. Adolfo López Mateos (1958-1964)
- Nicaragua
  - Presidente: Luis Somoza Debayle (1956-1963)
- Panama
  - Presidente: Ernesto de la Guardia (1956-1960)
- Paraguay
  - Presidente: Alfredo Stroessner (1954-1989)
- Perù
  - Presidente: Manuel Prado Ugarteche (1956-1962)
  - Primo ministro:

  1. Manuel Cisneros (1956-1958)
  2. Luis Gallo Porras (1958-1959)
- Stati Uniti d'America
  - Presidente: Dwight D. Eisenhower (1953-1961)
- Uruguay
  - Presidente:

  1. Arturo Lezama (1957-1958)
  2. Carlos L. Fischer (1958-1959)
- Venezuela
  - Presidente:

  1. Marcos Pérez Jiménez (1952-1958)
  2. Wolfgang Larrazábal (1958)
  3. Edgar Sanabria (1958-1959)

## Asia
- Afghanistan
  - Re: Mohammed Zahir Shah (1933-1973)
  - Primo ministro: Mohammed Daud Khan (1953-1963)
- Arabia Saudita
  - Re: Sa'ud (1953-1964)
- Bhutan
  - Re: Jigme Dorji Wangchuck (1952-1972)
  - Primo ministro: Jigme Palden Dorji (1952-1964)
- Birmania
  - Presidente: Win Maung (1957-1962)
  - Primo ministro:

  1. U Nu (1957-1958)
  2. Ne Win (1958-1960)
- Cambogia
  - Re: Norodom Suramarit (1955-1960)
  - Primo ministro:

  1. Sim Var (1957-1958)
  2. Ek Yi Oun (1958)
  3. Penn Nouth (1958)
  4. Sim Var (1958)
  5. Norodom Sihanouk (1958-1960)
- Ceylon
  - Regina: Elisabetta II (1952-1972)
  - Governatore generale: Oliver Ernest Goonetilleke (1954-1962)
  - Primo ministro: Solomon Bandaranaike (1956-1959)
- Cina
  - Presidente: Mao Tse-tung (1949-1959)
  - Primo ministro: Zhou Enlai (1949-1976)
- Corea del Nord
  - Capo di Stato: Choi Yong-kun (1957-1972)
  - Primo ministro: Kim Il-sung (1948-1972)
- Corea del Sud
  - Presidente: Syngman Rhee (1948-1960)
- Federazione Araba (esistita dal 14 febbraio al 14 agosto 1958 come unione tra Giordania e Irak)
  - Re: Faisal II (1958)
- Filippine
  - Presidente: Carlos P. Garcia (1957-1961)
- Giappone
  - Imperatore: Hirohito (1926-1989)
  - Primo ministro: Nobusuke Kishi (1957-1960)
- Giordania (dal 14 febbraio al 14 luglio 1958 fa parte della Federazione Araba)
  - Re: Hussein (1952-1999)
  - Primo ministro:

  1. Ibrahim Hashem (1957-1958)
  2. Samir al-Rifai (1958-1959)
- India
  - Presidente: Rajendra Prasad (1950-1962)
  - Primo ministro: Jawaharlal Nehru (1947-1964)
- Indonesia
  - Presidente: Sukarno (1945-1967)
  - Primo ministro: Djuanda Kartawidjaja(1957-1959)
- Iran
  - Shah: Mohammad Reza Pahlavi (1941-1979)
  - Primo ministro: Manouchehr Eghbal (1957-1960)
- Iraq (dal 14 febbraio al 14 luglio 1958 fa parte della Federazione Araba); dal 14 luglio diventa una repubblica)
  - Capo di Stato:

  1. Re: Faisal II (1939-1958)
  2. Presidente: Muhammad Najib al-Ruba'i (1958-1963)

  - Primo ministro:

  1. Abdul-Wahab Mirjan (1957-1958)
  2. Nuri al-Sa'id (1958)
  3. Ahmad Mukhtar Baban (1958)
  4. Abd al-Karim Qasim (1958-1963)
- Israele
  - Presidente: Itzhak Ben-Zvi (1952-1963)
  - Primo ministro: David Ben Gurion (1955-1963)
- Laos
  - Re: Sisavang Vong (1946-1959)
  - Primi ministri:

  1. Souvanna Phouma (1956-1958)
  2. Phoui Sananikone (1958-1959)
- Libano
  - Presidente:

  1. Camille Chamoun (1952-1958)
  2. Fu'ad Shihab (1958-1964)

  - Primo ministro:

  1. Sami Solh (1956-1958)
  2. Khalil al-Hibri (1958)
  3. Rashid Karame (1958-1960)
- Malaysia
  - Re: Abdul Rahman of Negeri Sembilan (1957-1960)
  - Primo ministro: Tunku Abdul Rahman (1957-1970)
- Mongolia
  - Presidente: Jamsrangiin Sambuu (1954-1972)
  - Primo ministro: Yumjaagiin Tsedenbal (1952-1974)
- Mascate e Oman
  - Sultano: Sa'id bin Taymur (1932-1970)
- Nepal
  - Re: Mahendra del Nepal (1955-1972)
  - Primo ministro:

  1. Feroz Khan Noon (1957-1958)
  2. Subarna Shamsher Jang Bahadur Rana (1958-1959)
- Pakistan
  - Presidente:

  1. Iskander Mirza (1956-1958)
  2. Ayyub Khan (1958-1969)

  - Primo ministro:

  1. Feroz Khan Noon (1957-1958)
- Siria (dal 1º febbraio 1958 forma, insieme all'Egitto, la Repubblica Araba Unita)
  - Presidente: Shukri al-Quwwatli (1955-1958)
  - Primo ministro: Sabri al-Asali (1956-1958)
- Taiwan
  - Presidente: Chiang Kai-shek (1950-1975)
  - Primo ministro:

  1. Yu Hung-chun (1954-1958)
  2. Chen Cheng (1958-1963)
- Thailandia
  - Re: Bhumibol Adulyadej (1946-2016)
  - Primo ministro:

  1. Thanom Kittikachorn (1958)
  2. Sarit Thanarat (1958-1963)
- Turchia
  - Presidente: Celâl Bayar (1950-1960)
  - Primo ministro: Adnan Menderes (1950-1960)
- Vietnam del Nord
  - Presidente: Ho Chi Minh (1945-1969)
  - Primo ministro: Phạm Văn Đồng (1955-1987)
- Vietnam del Sud
  - Presidente: Ngô Đình Diệm (1955-1963)
- Yemen
  - Re: Ahmad ibn Yahya (1948-1962)

## Europa
- Albania
  - Presidente: Haxhi Lleshi (1953-1982)
  - Primo ministro: Mehmet Shehu (1954-1981)
- Andorra
  - Coprincipi di Andorra:
    - Coprincipe francese: René Coty (1954-1959)
    - Coprincipe episcopale: Ramón Iglesias i Navarri (1943-1969)
- Austria
  - Presidente: Adolf Schärf (1957-1965)
  - Primo ministro: Julius Raab (1953-1961)
- Belgio
  - Re Baldovino (1951-1993)
  - Primo ministro:

  1. Achille Van Acker (1954-1958)
  2. Gaston Eyskens (1958-1961)
- Bulgaria
  - Presidente:

  1. Georgi Damjanov (1950-1958)
  2. Georgi Kulishev e Nikolay Georgiev (1958) f.f.
  3. Dimităr Ganev (1958-1964)

  - Primo ministro: Anton Jugov (1956-1962)
- Cecoslovacchia
  - Presidente: Antonín Novotný (1957-1968)
  - Primo ministro: Viliam Široký (1953-1963)
- Danimarca
  - Re: Federico IX (1947-1972)
  - Primo ministro: Hans Christian Svane Hansen (1955-1960)
- Finlandia
  - Presidente: Urho Kekkonen (1956-1982)
  - Primo ministro:

  1. Rainer von Fieandt (1957-1958)
  2. Reino Kuuskoski (1958)
  3. Karl-August Fagerholm (1958-1959)
- Francia
  - Presidente: René Coty (1954-1959)
  - Primo ministro:

  1. Félix Gaillard (1957-1958)
  2. Pierre Jean Pflimlin (1958)
  3. Charles de Gaulle (1958-1959)
- Germania Est
  - Presidente: Wilhelm Pieck (1949-1960)
  - Presidente del Consiglio: Otto Grotewohl (1949-1964)
- Germania Ovest
  - Presidente: Theodor Heuss (1949-1959)
  - Cancelliere: Konrad Adenauer (1949-1963)
- Grecia
  - Re: Paolo (1947-1964)
  - Primo ministro:

  1. Kōnstantinos Karamanlīs (1955-1968)
  2. Konstantinos Georgakopoulos (1958) ad interim
  3. Kōnstantinos Karamanlīs (1958-1961)
- Irlanda
  - Presidente: Seán T. O'Kelly (1945-1959)
  - Primo ministro: Éamon de Valera (1957-1959)
- Islanda
  - Presidente: Ásgeir Ásgeirsson (1952-1968)
  - Primo ministro:

  1. Hermann Jónasson (1956-1958)
  2. Emil Jónsson (1958-1959)
- Italia
  - Presidente: Giovanni Gronchi (1955-1962)
  - Primo ministro:

  1. Adone Zoli (1957-1958)
  2. Amintore Fanfani (1958-1959)
- Jugoslavia
  - Capo di Stato: Josip Broz Tito (1953-1980)
  - Primo ministro: Josip Broz Tito (1945-1963)
- Liechtenstein
  - Principe:Francesco Giuseppe II (1938-1989)
  - Primo ministro: Alexander Frick (1945-1962)
- Lussemburgo
  - Granduchessa: Carlotta (1919-1964)[1]
  - Primo ministro:

  1. Joseph Bech (1953-1958)
  2. Pierre Frieden (1958-1959)
- Monaco
  - Principe: Rainieri (1949-2005)
  - Primo ministro: Henry Soum (1953-1959)
- Norvegia
  - Re: Olav V (1957-1991)
  - Primo ministro: Einar Gerhardsen (1955-1963)
- Paesi Bassi
  - Regina: Giuliana (1948-1980)
  - Primo ministro:

  1. Willem Drees (1948-1958)
  2. Louis Beel (1958-1959)
- Polonia
  - Presidente: Aleksander Zawadzki (1952-1964)
  - Primo ministro: Józef Cyrankiewicz (1954-1970)
- Portogallo
  - Presidente:

  1. Francisco Craveiro Lopes (1951-1958)
  2. Américo Tomás (1958-1974)

  - Primo ministro: António de Oliveira Salazar (1932-1968)
- Regno Unito
  - Regina: Elisabetta II (1952-2022)
  - Primo ministro: Harold Macmillan (1957-1963)
- Romania
  - Presidente:

  1. Petru Groza (1952-1958)
  2. Mihail Sadoveanu e Anton Moisescu (1958) ad interim
  3. Ion Gheorghe Maurer (1958-1961)

  - Primo ministro: Chivu Stoica (1955-1961)
- San Marino
  - Capitani reggenti:

  1. Marino Valdes Franciosi e Federico Micheloni (1957-1958)
  2. Zaccaria Giovanni Savoretti e Stelio Montironi (1958)
  3. Domenico Forcellini e Pietro Reffi (1958-1959)
- Spagna
  - Capo di Stato: Francisco Franco (1936-1975)
  - Primo ministro: Francisco Franco (1939-1973)
- Svezia
  - Re: Gustavo VI Adolfo (1950-1973)
  - Primo ministro: Tage Erlander (1946-1969)
- Svizzera
  - Presidente: Thomas Holenstein (1958)
- Ungheria
  - Presidente: István Dobi, (1952-1967)
  - Primo ministro:

  1. János Kádár (1956-1958)
  2. Ferenc Münnich (1958-1961)
- Unione Sovietica
  - Presidente: Kliment Efremovič Vorošilov (1953-1960)
  - Primo ministro:

  1. Nikolaj Aleksandrovič Bulganin (1955-1958)
  2. Nikita Sergeyevich Khrushchev (1958-1964)
- Vaticano
  - Papa:

  1. Pio XII (1939-1958)
  2. Giovanni XXIII (1958-1963)

  - Presidente del Governatorato: Nicola Canali (1939-1961)
  - Segretario di Stato: Domenico Tardini (1958-1961)

## Oceania
- Australia
  - Regina: Elisabetta II (1952-2022)
  - Governatore generale: William Slim (1953-1960)
  - Primo ministro: Robert Menzies (1949-1966)
- Nuova Zelanda
  - Regina: Elisabetta II (1952-2022)
  - Governatore generale: Charles Lyttelton (1957-1962)
  - Primo ministro: Walter Nash (1957-1960)